# 理療科
理療科（りりょうか、または手技療法科 しゅぎりょうほうか）は、各地の視覚特別支援学校高等部に設けられている職業課程で、あん摩マッサージ指圧師、はり師、きゅう師を養成するコースである。
三療すべてを履修する理療科と、あん摩マッサージ指圧師に関することだけを履修する保健理療科がある。

## 概要
戦前は鍼按科（しんあんか）と言っていたが、按摩と言う言い方が視覚障害者の代名詞のように使われてきだしたこともあり、また、外科手術や薬物を用いずに物理的な刺戟だけで治療をすることから、物理療法あるいは理学療法の略語として理療ということばが作られた。
ところが、理学療法士（リハビリテーションの技術者）の課程と間違えやすいため、手技療法科と言い換えるところも出てきている。
また、健常者のための学校では、すべて鍼灸科か鍼灸マッサージ科という名称になっている。